# Abadía de Melrose
La abadía de Melrose, ubicada en la ciudad de Melrose, en Escocia, es un monasterio fundado en el año 1136 por monjes pertenecientes a la Orden del Císter, a petición del rey David I, rey de Escocia. Hoy en día la abadía se encuentra bajo la tutela del organismo administrativo especializado Historic Scotland.
El ala este de la abadía quedó concluida en el año 1146, mientras que el resto del edificio fue siendo añadido a lo largo de los 50 años posteriores. La abadía fue construida con una planta en forma de cruz de San Juan (un estilo arquitectónico perteneciente a la arquitectura gótica). Una parte importante de la abadía está actualmente en ruinas, aunque otra parte, datada en 1590, sigue actualmente en pie y se ha convertido en un Museo abierto al público.
Alejandro II, así como otros varios reyes escoceses, fueron enterrados en la abadía de Melrose. El corazón embalsamado de Roberto I de Escocia (o Robert Bruce) estaría igualmente enterrado en la abadía. En 1812, un ataúd de piedra, que sería el de Michel Scot, el filósofo y «mago», fue localizado en la parte sur del coro de la abadía.
La abadía de Melrose es también conocida por sus numerosos detalles decorativos grabados en la piedra, como por ejemplo santos, dragones, gárgolas, o incluso motivos vegetales. En una de las escaleras del edificio está grabada esta inscripción de John Morrow, un maestro albañil, que dice: «Be Halde to ye hende», «conserva en el espíritu, al final, tu salvación». Esta frase se ha convertido en el lema de la ciudad de Melrose.

## Historia
Ya existía en el lugar, desde el siglo VI, un monasterio consagrado a san Aidan de Lindisfarne, aproximadamente a 3 km al este de la actual abadía, monasterio que resultó destruido por Kenneth I de Escocia en el año 839.
David I, rey de Escocia deseaba volver a construir una nueva abadía en el mismo emplazamiento que la precedente, pero los monjes cistercienses insistieron en el hecho de que las tierras no eran lo bastante fértiles, con lo que finalmente fue elegido el emplazamiento actual. La abadía pasó a ser de este modo la sede de la orden cisterciense en Escocia.
En 1385, la abadía fue incendiada por las tropas de Ricardo II, rey de Inglaterra, durante las Guerras de independencia de Escocia. La abadía sería reconstruida a lo largo de todo el siglo siguiente, puesto que la reconstrucción aún no había finalizado cuando Jacobo IV de Escocia giró visita al lugar en el año 1504.
En 1544, mientras que las tropas inglesas devastaban el reino de Escocia para presionar a los escoceses a fin de que permitiesen el matrimonio de María Estuardo y el hijo de Enrique VIII, la abadía de Melrose quedó una vez más seriamente afectada, y ya nunca llegaría a ser reconstruida tras estos nuevos destrozos, con lo que este período supuso el inicio de la decadencia de la abadía. El último abad de la misma fue James Stuart (o Jacobo Estuardo en castellano), hijo del rey Jacobo V, abad que fallecería en el año 1559. En 1590, falleció el último monje de la abadía de Melrose.
La abadía todavía tuvo que resistir un nuevo embate, durante la Guerra Civil Inglesa, cuando las tropas de Oliver Cromwell la bombardearon. Todavía hoy en día son apreciables las señales que dicho bombardeo de artillería dejó en los muros del edificio.
En 1610, una parte de la iglesia abacial fue reconvertida, pasando a ser iglesia parroquial para la ciudad que la rodeaba, y ello hasta 1810, año en que se construyó una iglesia parroquial en la propia ciudad de Melrose.
En 1996, se efectuaron investigaciones arqueológicas, que sacaron a la luz un pequeño cofre de plomo de forma cónica, con una placa de cobre con la siguiente inscripción: «Este cofre de plomo conteniendo un corazón fue hallado bajo el capítulo en marzo de 1921». El cofre no fue abierto, pero se supone que el corazón que presuntamente contiene corresponde a Roberto I de Escocia (también conocido por su nombre de Robert Bruce), ya que los archivos no mencionan ningún otro corazón que haya sido enterrado en el lugar. El cofre fue nuevamente enterrado en la abadía de Melrose el 22 de junio de 1998. Una estela fue inaugurada el 24 de junio del mismo año en el lugar que alberga a dicho cofre.